# Cochemiea matehualensis
Cochemiea matehualensis es una especie de planta suculenta perteneciente al género Cochemiea, dentro de la familia Cactaceae. Es endémica del noreste de México y anteriormente se le conocía como Neolloydia matehualensis.

## Descripción

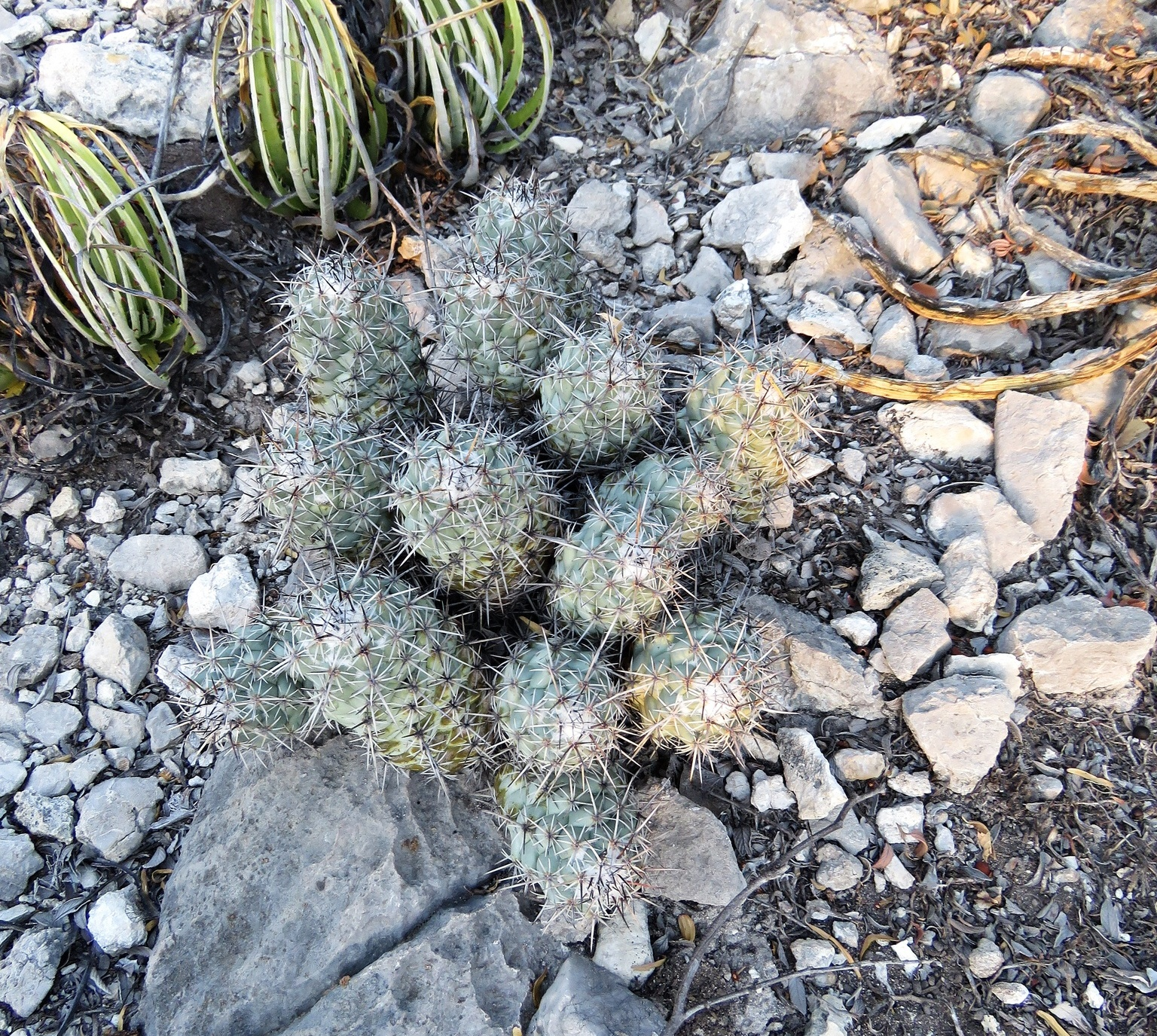
Vista de la planta

Cochemiea matehualensis es una especie de cactus que crece tanto de forma individual como formando cojines sueltos. Los tallos van de esféricos a cilíndricos, son de color blanco verdoso con los ápices lanosos blanquecinos, y miden de 5 a 24 cm de alto y de 3 a 6 cm de diámetro. Presentan costillas poco desarrolladas o están completamente ausentes.
Los tallos están cubiertos de tubérculos cónicos dispuestos en espiral y no contienen savia lechosa (látex). Sobre ellos se asientan areolas con dos espinas centrales de color negro a marrón rojizo, rectas y ligeramente salientes. Miden entre 0,5 y 2,5 cm de largo. También tienen 10 espinas radiales de color blanco. 
Las flores tienen forma de embudo y son de color rosa púrpura. Miden de 2 a 3 cm de largo y tienen un diámetro de 4 a 6 cm. En su interior encontramos semillas pequeñas de color negro.

## Distribución y hábitat
El área de distribución nativa de esta especie es el noreste de México y crece principalmente en biomas desérticos o de matorrales secos.

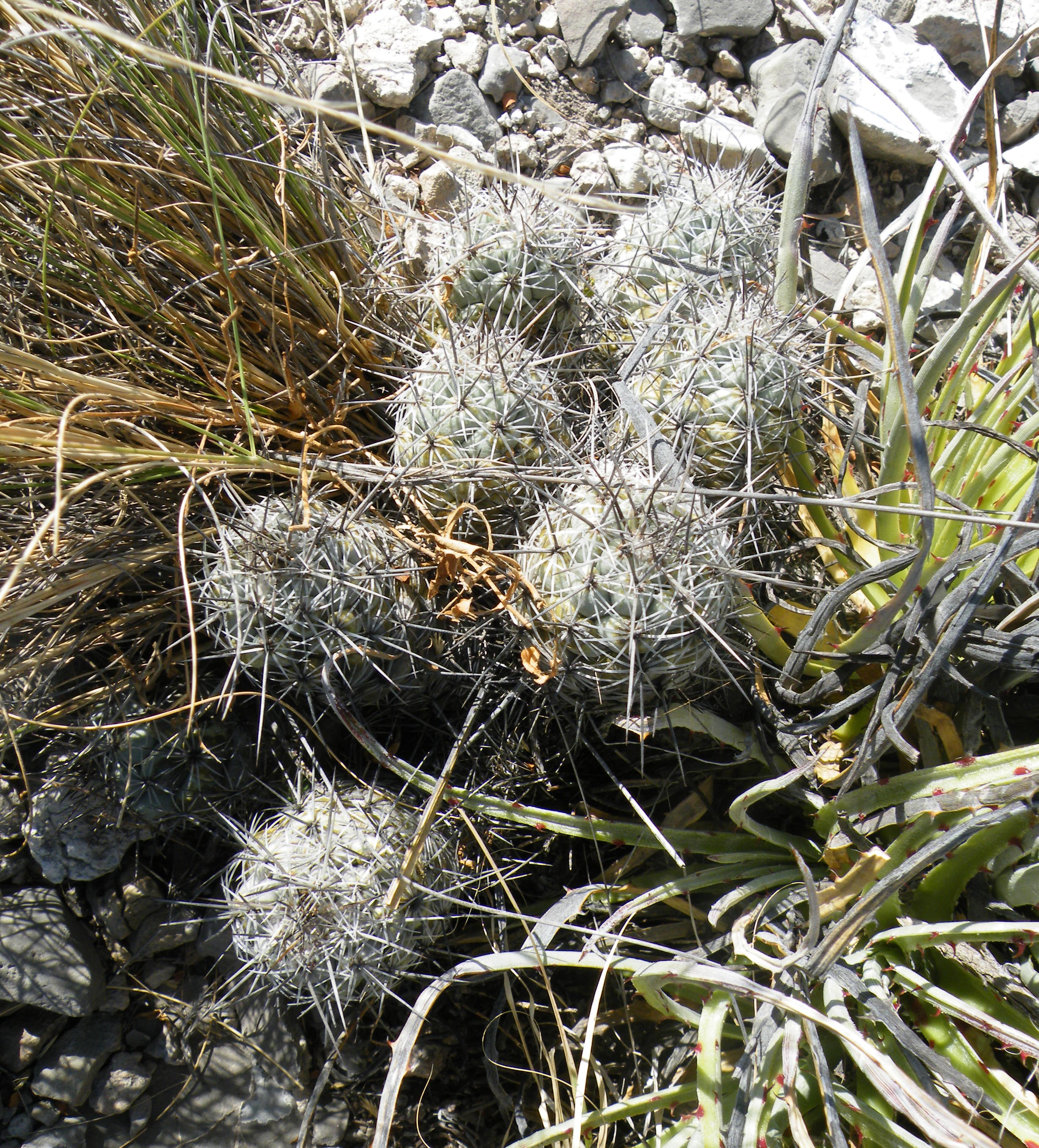
Vista de la planta

## Taxonomía
La primera descripción de esta especie fue como Neolloydia matehualensis, publicada en 1948 por el botánico alemán Curt Backeberg en la revista científica Spine 1: 108.
Posteriormente, el botánico británico Maarten H.J. van der Meer colocó la especie en el género Cochemiea, pasando a llamarse Cochemiea matehualensis y anotando estos cambios en la revista científica Cactologia Phantastica 2023 (1) -1: 1 (2023).
Etimología
- Cochemiea: nombre genérico que hace referencia a la tribu indígena Cochimí, que en el pasado ocupó un gran territorio de Baja California y cuya área es parte del área de distribución natural de este género.
- matehualensis: epíteto específico que hace referencia a la localidad de Matehuala (México), lugar donde se encuentra la especie.[4]

## Estado de conservación
En la Lista Roja de Especies Amenazadas de la UICN, la especie está clasificada como de “Datos Insuficientes (DD)”.

## Usos
Se cultiva principalmente como planta ornamental y su propagación se realiza a través de esquejes o semillas.